# Mango (fruta)
El mango (llamado mangó en Puerto Rico, mangüeña en Guinea Ecuatorial, y mangá en Filipinas) es el nombre de la fruta de varias especies de árboles del género Mangifera, especialmente de Mangifera indica, y sus numerosos cultivares. 
Se cree que los encargados de introducir esta fruta en tierras americanas, fueron los portugueses, concretamente en Brasil desde donde fue extendiéndose por todo el continente americano.

## Descripción
El mango de la especie Mangifera indica es una fruta jugosa (más específicamente una drupa) y tiene numerosas variedades con formas, tamaños, colores, texturas y sabores muy variables. Es redondo a oblongo y puede tener pesos de menos de 50 g a más de 2 kg. Consta de una cáscara, una pulpa comestible (el mesocarpio) y un endocarpio duro que contiene una semilla. Durante el desarrollo del fruto, la cáscara es de un color verde oscuro, que cambia a tonos verdes claros, amarillos, de color naranja, rojos o de color borra de vino al madurar el fruto. Según la variedad, la pulpa del mango maduro es dulce, de textura suave o fibrosa y de color naranja o amarillo. La variedad llamada mango de hilacha es la que mayor cantidad de fibra contiene. Esta fruta contiene ácido glutámico, cuya función es estimular la memoria y mantener las células activas, de igual manera  tonifica el corazón, elimina las toxinas, fortalece el tejido y previene el envejecimiento prematuro. Además, es una fruta beneficiosa para el hígado y mejora la digestión.
Cuando no ha madurado completamente, es de sabor medianamente dulce. Cuando aún está verde, su cáscara es de dicho color y su pulpa es de color amarillo verdoso muy pálido, consistencia dura y sabor dulce astringente.
También el sabor es muy diferente entre una variedad y otra.
Además del hombre, también algunas especies de insectos, pájaros, murciélagos y otros mamíferos comen mangos.

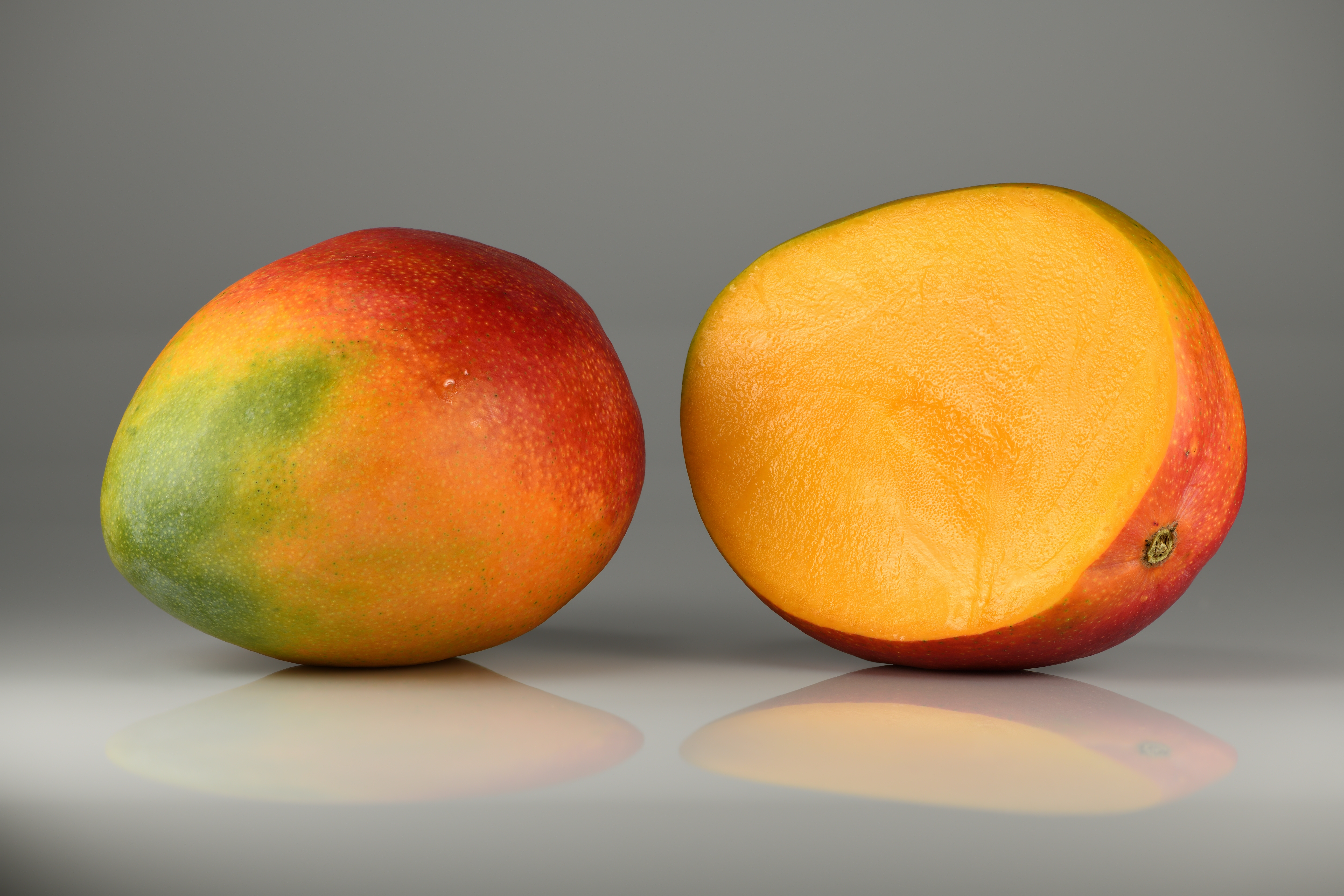
Mango (Fruta)

### Variedades
«Hay más de mil variedades del mango alrededor del mundo, con India teniendo el mayor número (más de quinientas nombradas). Las industrias comerciales del mundo se basan en un puñado de variedades mejoradas complementadas con variedades locales menos aptas para la exportación.»
Algunas variedades del mango:
- Mango de hilacha: Se caracteriza por tener una pulpa muy fibrosa como hilos.
- Mango de jardín o mango criollo: Se caracteriza por su pequeño tamaño, similar al de un huevo.
- Mango boca'o: De pequeño tamaño.
- Mango injerto: De piel rojiza al madurar, pulpa firme y un sabor muy dulce con un levísimo toque agrio.
- Manga: Se caracteriza por su considerable tamaño.
- Mango Tommy: Más resistente a manipulación y transporte, mayor resistencia a degradación.
- Mango chancleta: de forma alargada.
- Mango manzano: Por su color rojizo y su forma, recuerda a una manzana.
- Mango de azúcar: de piel amarga, pulpa firme y sabor muy dulce; muy popular en la elaboración de jugos.[5][6]

Más variedades:
- Rojas: Tommy Atkins, Haden, Irwin Red, Zill, Sunset Adams
- Verdes: Kent, Carrie, Amalie
- Amarillas: Ataulfo, Manila Super
- Otras: Criolla, Edward, Van Dike

La variedad del mango que crece espontáneamente en la zona intertropical americana (introducida a fines del siglo XVIII en el Brasil por los portugueses) es de color amarillo, más pequeña que las variedades de injerto, de sabor exquisito y muy dulce, tanto el mango bocao como el de hilacha.
Una variedad de mango de gran tamaño tiene un sabor y olor similares al del melocotón en almíbar, aunque con una textura menos hidratada (mango melocotón).

## Distribución

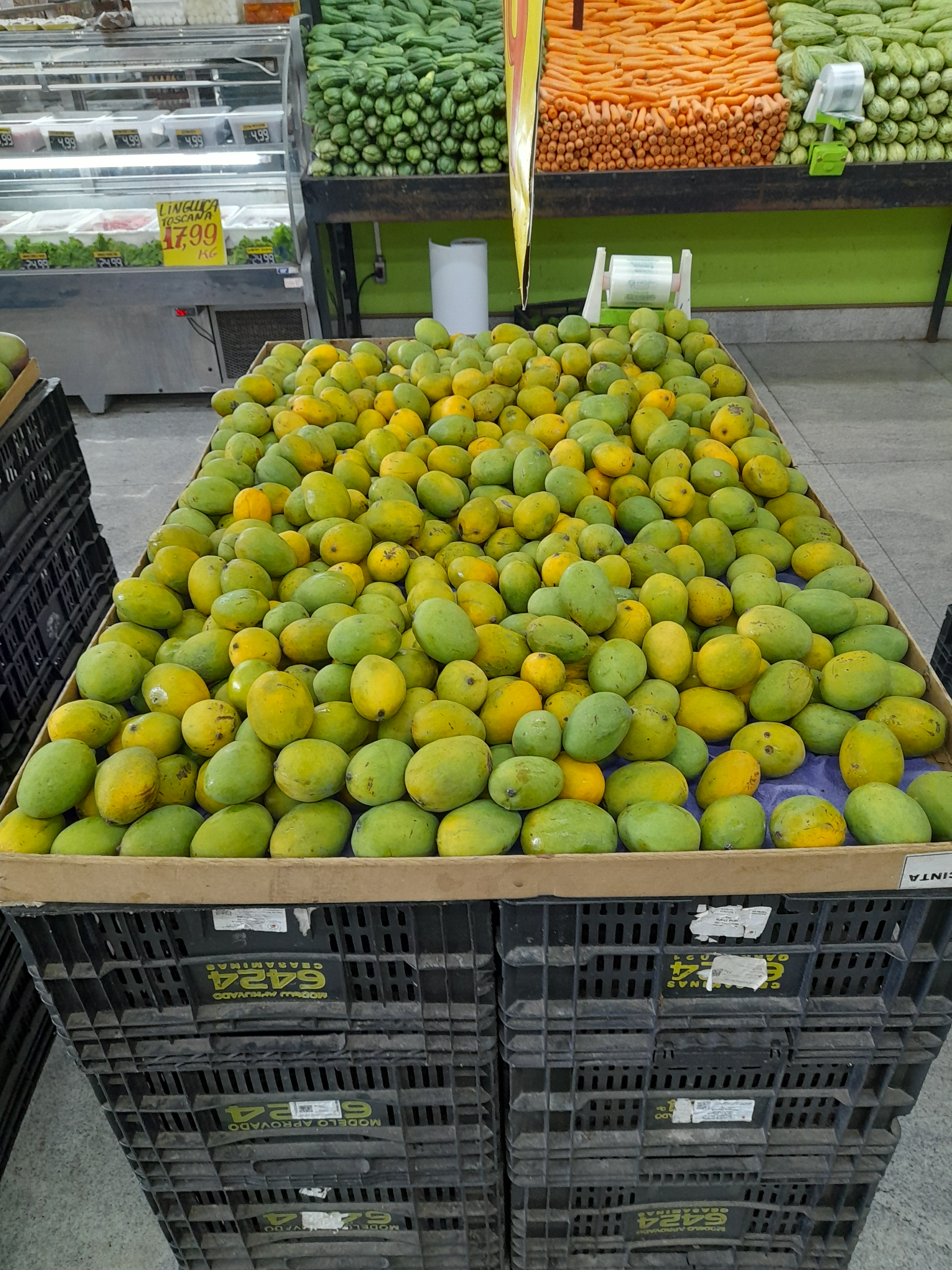
Manga Ubá, Minas Gerais, Brasil.

De origen asiático (India, Birmania y las islas Andamán), Mangifera indica crece espontáneamente en la zona intertropical en altitudes de 0 a aproximadamente 900 m s. n. m., o 1200 m s. n. m. La mayoría de las variedades de mango destinadas al comercio se cultivan debajo de los 600 m s. n. m.
Crece por ejemplo en Colombia (más específicamente en la selva baja) así como en el departamento del Magdalena (región Caribe), en Pica (Chile), en Ucayali (Perú), en grandes cantidades y variedades en el centro oriente de Venezuela, así como en Paraguay y en el nordeste argentino, lugares donde es un árbol frutal muy común de ver en la calle. Debido a su gran sabor y variedad de preparación, en los últimos siglos se ha expandido por el mundo tropical. Fue introducido por la España imperial en el siglo XVII a México desde Filipinas y en el siglo XVI a Brasil por los portugueses.

## Cultivo

### Exigencias de la planta
Una temperatura media anual de 24 a 27 °C es óptima para la planta. Temperaturas de 0 °C o más bajas dañan los árboles maduros y matan los jóvenes. Durante la floración la planta requiere temperaturas de al menos 10 °C y durante la polinización, de al menos 15 °C. Vientos superiores a los 10 km/h arrancan las flores y frutos pequeños del árbol. Necesita abundante luz solar y requiere una época seca algunos meses antes de que aparezcan las flores hasta que se desarrollan las frutas y una época lluviosa a continuación. La planta tolera cantidades de lluvia de entre 400 y 3600 mm al año y puede sobrevivir períodos secos de hasta ocho meses. Si el período seco coincide con el desarrollo de las frutas, se perderá gran cantidad de ellas. La humedad relativa ideal se encuentra entre los 40 y 60 %. El suelo debe ser bien drenado. Son aptos para el cultivo del mango suelos limosos con humus, suelos arenosos ligeramente ácidos y suelos alcalinos que han sido tratados con fertilizantes. El pH ideal del suelo es de 5,5 a 7,5, mientras que suelos más ácidos causan un crecimiento retardado. La planta es polinizada por el viento y diferentes insectos, como moscas, abejas, hormigas o avispas, con las moscas siendo los más importantes.

### Propagación

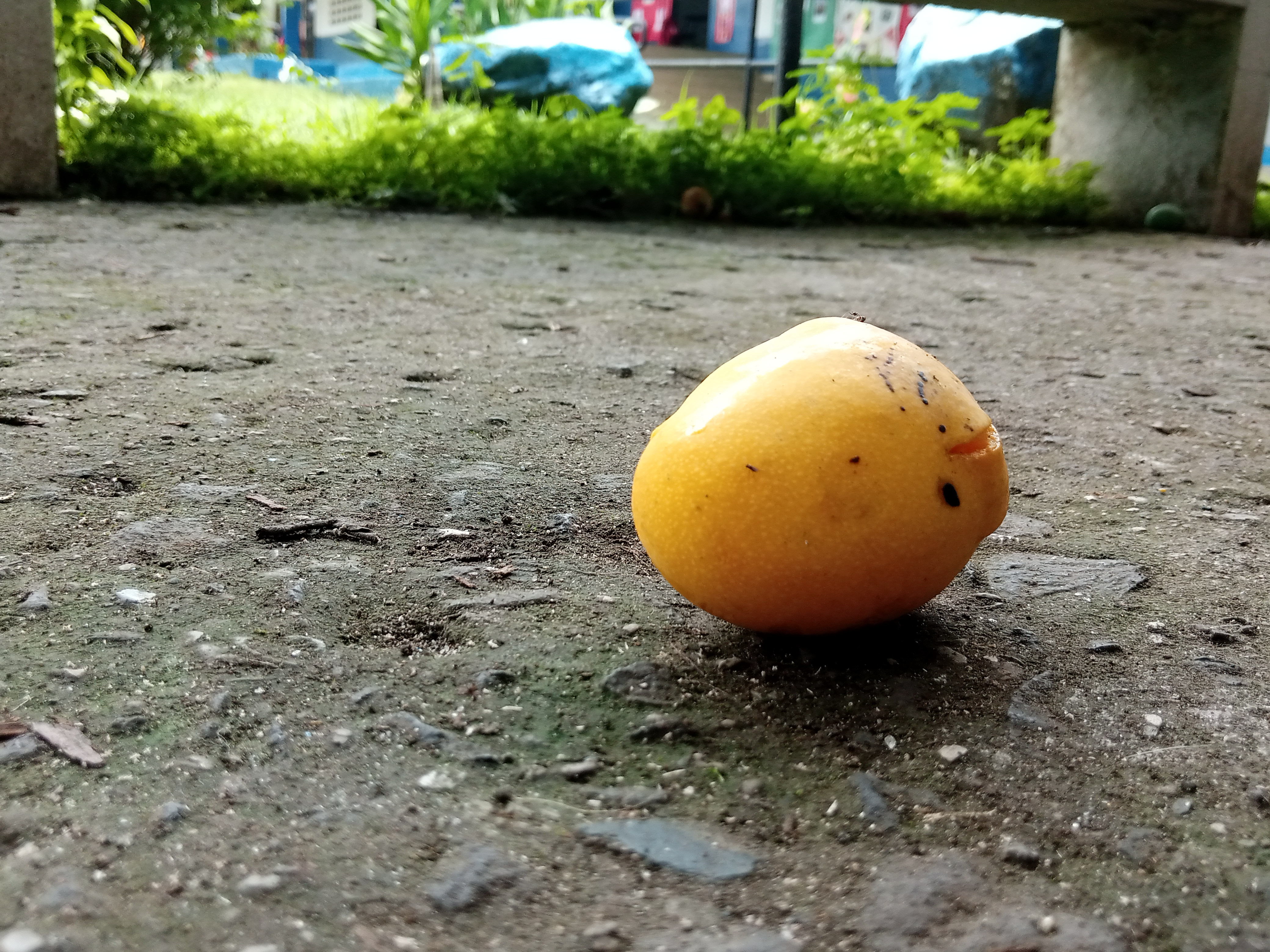
Un mango caído de un árbol de la escuela Pedro J. Ameglio ubicada en la provincia de Panamá.

Se puede propagar el árbol mediante semillas o asexualmente mediante el injerto.
Las semillas del mango pueden ser monoembriónicas o poliembriónicas, según la variedad. Con las semillas poliembriónicas (igual que por la propagación asexual) se pueden obtener plantas con las mismas características que la planta madre. De las semillas poliembriónicas se pueden obtener entre tres a diez plantas de semillero, la mayoría de ellas idénticas a la planta madre, sin embargo de cada semilla poliembriónica germinará al menos una planta genéticamente distinta de la planta madre. De las semillas monoembriónicas solo germinará una planta, que siempre es genéticamente distinta de las plantas madres. Por eso, para las variedades monoembriónicas del mango se emplea el injerto para propagarlas.

#### La propagación mediante injerto
Muchas de las mejores variedades comerciales de mango son monoembriónicas y se propagan mediante el injerto. Para eso se injerta la variedad con las frutas deseadas en un tallo con raíces de otra variedad. La parte injertada de la planta será genéticamente idéntica a la planta de la que se la ha cortada. Generalmente el injerto se realiza cuando las plantas aún se encuentran en un recipiente con tierra y aún no se han trasplantado al campo del cultivo.
El mejor momento de realizar el injerto es cuando durante la noche las temperaturas son de entre los 18 y 21 °C, y el lugar ideal para guardar las plantas recientemente injertadas tiene una sombra de más de un 50 %. Se corta un extremo de un renuevo con un brote final justo antes de abrirse y con el mismo diámetro que el tallo al que se quiere injertar el renuevo. El renuevo cortado debe tener una longitud de unos 100 a 200 mm. Normalmente el renuevo injertado empezará a crecer después de diez a catorce días.
Después de uno a dos años normalmente se ha formado una conexión dura y el árbol injertado tiene una altura de unos 60 a 120 cm. Entonces puede ser trasplantado al campo del cultivo. Al menos una semana antes de hacerlo se lo pone en un lugar con luz directa del sol para acostumbrarlo a la luz plena.

#### La propagación por semillas
A ser posible se seleccionan semillas de mangos grandes porque generalmente generarán plantas de semillero más fuertes. Además las frutas han de ser maduras sin que hayan empezado a pudrirse. Un mango cuya semilla se usa para la propagación no se debería refrigerar para no disminuir su capacidad de germinar. Se quita la pulpa para liberar el endocarpio (la envoltura dura alrededor de la semilla) y se lo deja secar. Después del secado se quita el endocarpio. Es importante no dañar la semilla al hacerlo. El endocarpio con la semilla se puede guardar dos o tres semanas después de la cosecha de la fruta (después de ese periodo la semilla ya no germinará), pero cuando se ha liberado la semilla del endocarpio hay que plantarla inmediatamente o ponerla en agua durante no más de 24 horas antes de plantar. Después de unos días de almacenamiento, la semilla liberada del endocarpio perderá gran parte de su capacidad de germinar.
La semilla se siembra en un recipiente a una profundidad de 2 cm. Para plantas monoembriónicas se usa tierra suelta u otro medio suelto para plantar. Para plantas polyembriónicas se usa arena. De las varias plantas germinadas de una semilla polyembriónica se escogen solamente las tres o cuatro más fuertes para continuar el cultivo. De este modo también se evita escoger la planta genéticamente distinta que germina junta con las plantas genéticamente idénticas de una semilla polyembriónica.
Para las plantas de semillero se escoge un lugar con un 50 a 80 % de sombra, pero no bajo árboles de mango para evitar una infección con hongos. Al menos una semana antes de plantarlas a su lugar final, se las pone en un lugar con luz directa del sol para acostumbrarlas a la luz plena. Cuando la planta tiene el tamaño suficiente (un metro de altura, un tallo de 15 mm de diámetro y una edad de alrededor de doce meses) se la trasplanta al campo de cultivo en un hueco con tierra superficial y cal.

### Cuidado de la planta
La poda de formación empieza cuando el injerto alcanza un metro de altura, cortando la yema terminal y permitiendo el desarrollo de ramas primarias, las que se deja crecer hasta que tengan 60 cm, luego se las poda, con las secundarias se hace lo mismo, las ramas terciarias se las deja desarrollar libremente. Es necesaria la eliminación de ramas entrecruzadas o muy tupidas al centro, y de ramas bajas. Después de la cosecha se deben podar ramitas rotas o rajadas, los cortes luego de la poda se cubren con un cubrecortes.
Inmediatamente de trasplantados los mangos, es muy conveniente añadir agua suplementaria si el tiempo es muy seco, es recomendable regar durante los tres primeros años en la estación seca ya que de no hacerlo se retrasa el crecimiento de la planta. Una vez que el mango ha entrado en producción, el riego es beneficioso cuando las frutas han cuajado.
Se aplican fertilizantes según el tipo del suelo y el estado de las plantas. Frecuentemente se aplica paclobutrazol y nitrato de potasio (KNO3) para aumentar la cantidad de flores en el árbol.

#### Plagas y enfermedades
Son plagas del mango entre otras:
- La mosca de la fruta (Anastrepha oblicua y Anastrepha serpentina).
- La escama del mango (Milviscutulus mangiferae o Coccus mangiferae [son sinónimos]).
- La escama acorazada (Aspidiotus palmae).
- La escama cerosa (Vinsonia stellifera).
- Nemátodos del suelo del género Aphelenchus.
- El nemátodo lesionador (nemátodos del género Pratylenchus).[12]

Son enfermedades del mango entre otras:
- Antracnosis, causada por Colletotrichum gloesporoides.
- Mancha blanca de las hojas, causada por Pestalotiopsis mangiferae.
- Roña causada por Elsinoë mangiferae.
- Oídio del mango / cenicilla del mango / mildiu polvoso / mildiu pulverulento causado por Oidium mangiferae.
- Mal rosado causado por Corticium salmonicolor.[13]
- Pudriciones causadas por hongos de los géneros Diplodia, Gloesporium y Botrydiplodia y de la especie Phomopsis mangiferae.
- Moho causado por hongos del género Fusarium.
- Pudrición de almacenamiento causada por bacterias del género Erwinia.
- Carencia de micronutrientes.

## Cosecha

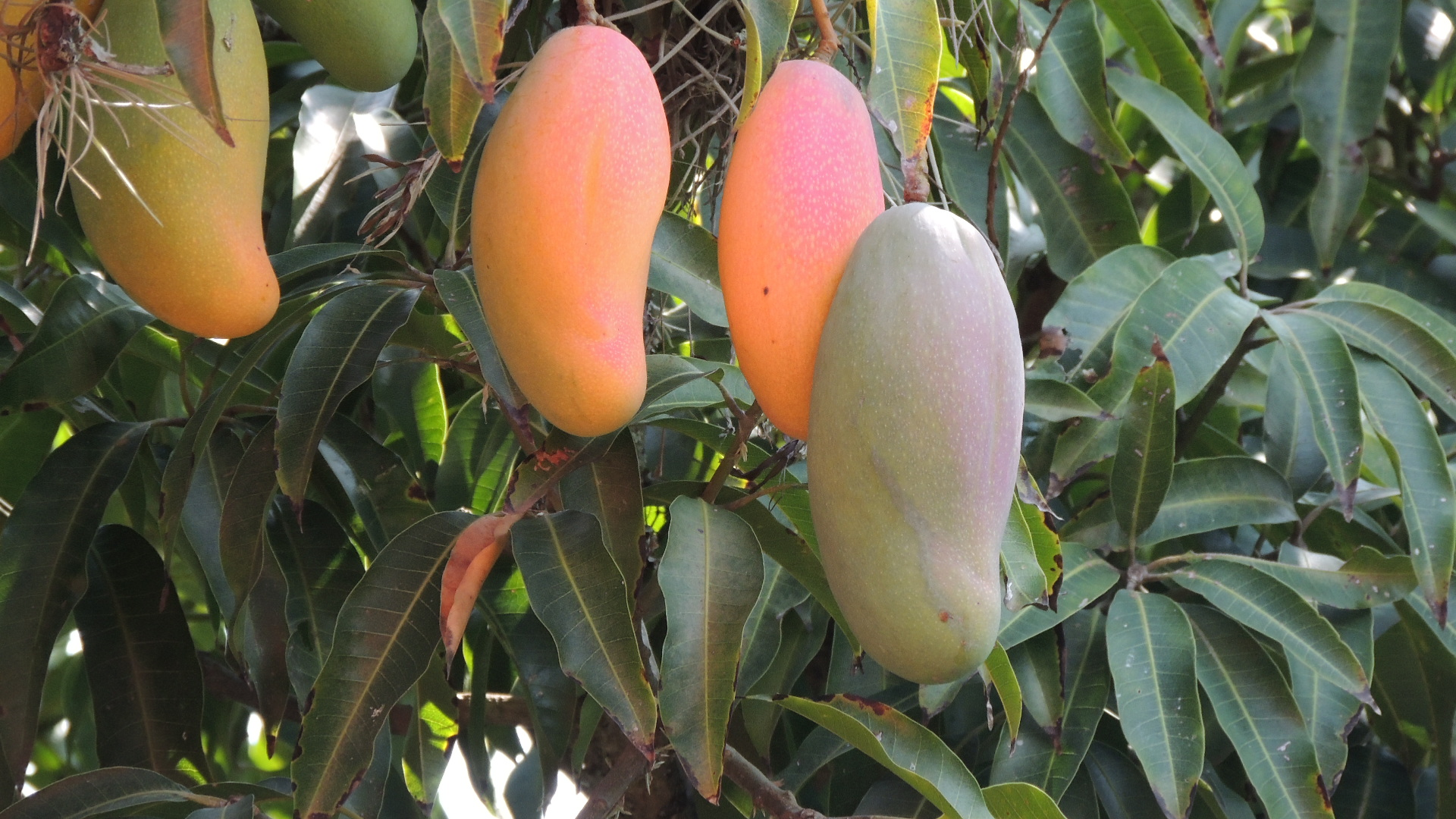
Mangos en el Corregimiento de Peña Negra, Cachipay, Cundinamarca, Colombia.

Los mangos generalmente se cosechan a mano. Después de la siembra del árbol hay que esperar tres o entre dos y cuatro años, hasta que se pueden cosechar mangos por primera vez. Un árbol de mango puede dar fruto por más de cien años. Mangos destinados para la exportación normalmente se cosechan cuando aún no están maduros (son frutos climatéricos, es decir siguen madurando después de separarlos del árbol), pero hay que tener cuidado al elegir el momento de la cosecha porque al ser esta demasiado temprana, se obtienen frutas de baja calidad. La época de cosecha varía mucho según el lugar donde se cultivan los mangos. Los meses en los que la mayor cantidad de frutas se cosechan son el junio y el julio, y la mayoría de las frutas maduran entre mayo y septiembre, pero la época de cosecha también puede ser, por ejemplo, en enero y febrero.
En las latitudes subecuatoriales del hemisferio norte su época de cosecha presenta un máximo en el mes de mayo, lo cual resulta paradójico, ya que en este mes es cuando se inician las lluvias en estas latitudes, por lo que toda la maduración de los frutos se produce en los meses de mayor sequía, tal como se indica en el artículo sobre el índice xerotérmico de Gaussen.
Al cosechar la fruta, hay que cuidar de no derramar látex, que se emite por la fruta. Por eso, se deja un pedúnculo de unos cinco centímetros. Si se derrama látex, la fruta pierde peso y agua, y  el látex causa manchas negras en la cáscara, que son propensas a una infección con hongos. Además el látex puede quemar la piel humana.

## Tratamiento después de la cosecha
Existen diferentes tratamientos a los que se puede someter el mango después de la cosecha, sobre todo cuando se lo exporta a otros países, para impedir daños en la fruta y prolongar su durabilidad.
Se puede sumergir el mango algunos minutos en agua caliente para matar hongos de la especie Colletotrichum gloesporoides, que se pueden encontrar en la fruta y que causan antracnosis. Adicionalmente se pueden añadir fungicidas al agua caliente. Sin embargo, los hongos pueden desarrollar resistencias a algunas fungicidas. Después del tratamiento con agua caliente, los mangos se dejan enfriar prudentemente a temperaturas ambiente, porque al enfriarlos demasiado rápido aparecen manchas en la cáscara cuando maduran. Además se puede llevar a cabo otra forma de tratamiento con agua caliente para matar las larvas y huevos de la mosca de la fruta, que también se pueden matar mediante irradiación.
Los mangos se clasifican por peso y tamaño para separar las frutas demasiado pequeñas. También se separan las frutas demasiado o no suficientemente maduras. Esto depende de si están destinadas al consumo dentro del país, al transporte aéreo o al transporte marítimo. Las frutas no suficientemente maduras se pueden tratar con etileno para apresurar la maduración. Durante el almacenamiento y el transporte, los mangos se refrigeran para impedir que maduren precozmente. Por la misma razón no deben ser transportados o almacenados juntos con frutas o verduras que emiten etileno, como por ejemplo manzanas o tomates. Para retardar aún más la maduración, se pueden almacenar los mangos en contenedores de atmósfera controlada cuando todavía están inmaduros, es decir en una atmósfera con valores determinados para el contenido de oxígeno y dióxido de carbono, así como para la temperatura y la humedad relativa. Mangos transportados en estado inmaduro se dejan madurar a temperatura ambiente en el lugar donde se venden al consumidor final. Cuando casi están maduros, deben ser almacenados en un lugar frío otra vez.

## Propiedades nutricionales
El mango, en todas sus variedades, tiene grandes cantidades de vitamina A, es bajo en calorías y aporta al organismo antioxidantes, vitamina C y vitamina B5. Es apropiado para el metabolismo de los hidratos de carbono y problemas en la epidermis. Es de muy fácil digestión aunque puede tener efectos laxantes cuando se consume en exceso.
El mango es muy rico en vitaminas A, C y E, de acción antioxidante, capaces de neutralizar los radicales libres responsables del envejecimiento y factor de riesgo de diversas enfermedades degenerativas, cardiovasculares e incluso algunos tipos de cánceres. Una pieza de esta fruta de unos 200 g cubre las necesidades diarias de vitamina C en un individuo adulto, el 30 % de las de vitamina A y el 23 % de las de vitamina E.
- Destaca el elevado contenido del mango en vitamina A y en betacarotenos, que se transforman en el organismo en vitamina A, conforme éste la va necesitando. La vitamina A es esencial para una correcta visión, ayuda a conseguir un buen estado de la piel y mucosas, y previene de las infecciones respiratorias. El consumo de esta fruta puede ser una estrategia nutricional muy útil en la prevención de la ceguera causada por el déficit de esta vitamina en niños de los países en vías desarrollo. El organismo, además, asimila mejor este nutriente gracias a la presencia de vitamina E, que protege a la vitamina A de su oxidación en el intestino y en los tejidos.
- El mango es una excelente fuente de vitamina E. Una pieza de 200 g aporta más del 20 % de la cantidad diaria recomendada en un adulto. Sorprende su contenido en esta vitamina al tratarse de una fruta, pues los alimentos más ricos en vitamina E suelen ser aceites y grasas.
- Es igualmente rico en vitamina C. La vitamina C interviene en la formación de los glóbulos rojos, colágeno, huesos y dientes y favorece la absorción del hierro presente en los alimentos, a la vez que refuerza el sistema de defensa del organismo frente a infecciones y alergias, reduce los niveles de colesterol y retrasa el proceso de envejecimiento de las células.
- Presenta asimismo pequeñas cantidades de vitaminas del grupo B, como la tiamina (B1), la riboflavina (B2) y piridoxina (B6), necesarias para el buen funcionamiento del sistema nervioso, la salud de la piel y el cabello, así como para la síntesis de aminoácidos y el metabolismo de las grasas, entre otros. De esta manera, comer mango ayuda, en cierto modo, a prevenir la caída del cabello, alivia o previene los problemas de la piel, la debilidad muscular y los trastornos de origen nervioso.
- Además, el mango aporta ácido fólico, una vitamina fundamental en las mujeres embarazadas ya que reduce el riesgo de malformaciones congénitas.

## Consumo
Aunque se puede congelar o secar el mango, muchas personas suelen consumirlo crudo, espolvoreándolo con sal o azúcar. Se usa además para hacer dulces, conservas y jaleas. Estas preparaciones son, por ejemplo, propias de Colombia y de regiones como el Caribe, en donde se utiliza para fiestas como Semana Santa y festivales de dulces típicos que se celebran a lo largo y ancho de la región. El mango es la fruta nacional de algunos países como India, Pakistán y Filipinas. En la gastronomía india se emplea en platos elaborados con curry, así como en el chutney de mango, o la bebida aam panna, elaborada a partir de mangos verdes (inmaduros). Otras variantes en las que se consume el mango son el carato (una bebida muy espesa típica de Venezuela), ceviche de mango verde o salsas como guasacaca de mango verde. 
Los mangos más sabrosos son aquellos que presentan una consistencia fuerte, con una piel lisa, sin manchas negras y desprenden un agradable y penetrante olor. Aunque un aspecto externo con manchas negras puede ser indicativo de que el mango está pasado, en ocasiones su pulpa puede estar en perfectas condiciones y tener un sabor exquisito. Un buen aroma es signo indiscutible de que está maduro y si la piel cede al presionarlo ligeramente con los dedos en la parte del pedúnculo, es que está en óptimo estado para ser consumido.

## Prácticas culturales
En Colombia, en las comunidades alrededor del cultivo de mango se ejercen prácticas culturales de suma importancia en el cultivo, la poda, el manejo de arvenses, el riego y el drenaje. 

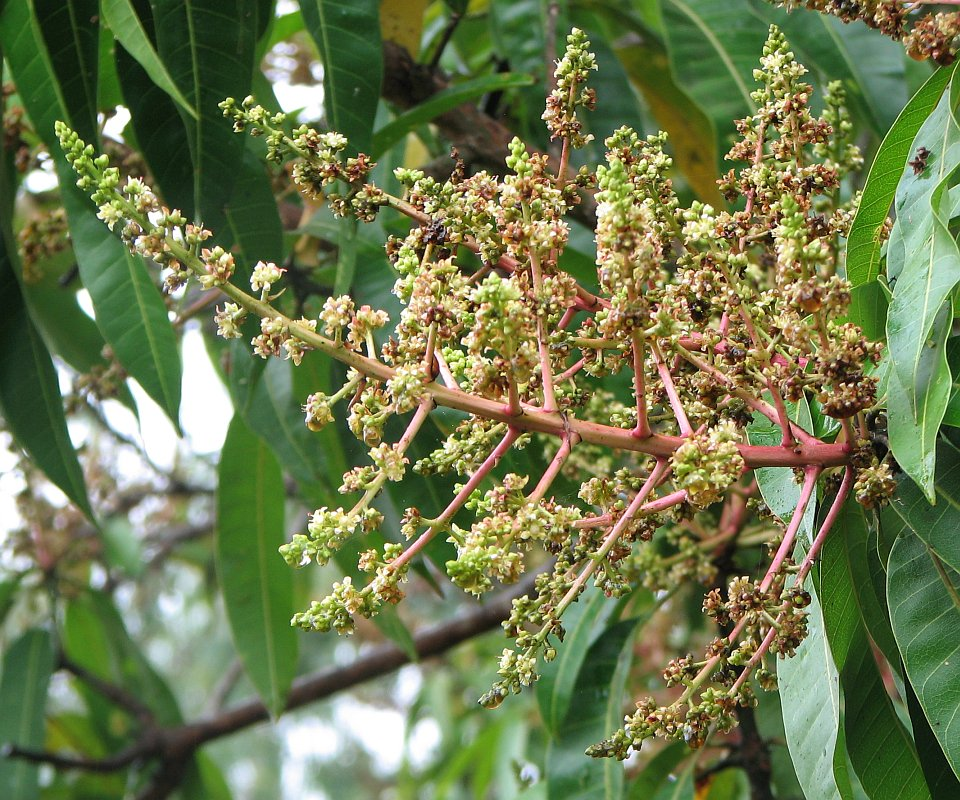
Flor del árbol de mango.

## Explotación económica
Como casi todas las plantas de interés económico cultivadas en la zona intertropical, puede llegarse muy fácilmente a la superproducción. De hecho, gran cantidad de mangos se pierde durante los meses de mayo a julio por falta de mano de obra y, sobre todo, de mercado. Esto no es aplicable tanto a los mangos injertos, que pueden cultivarse en ambientes de riego controlado y comercializarse casi durante todo el año, por lo que comercialmente tienen siempre un valor superior al del mango silvestre o "criollo".
En cualquier caso, el problema principal de la producción y comercialización de esta fruta se debe a que es perecedera, por lo que su consumo no debería distanciarse demasiado del lugar donde se cosecha. Afortunadamente, su pulpa puede guardarse congelada bastante tiempo y también sirve para la producción de zumos.

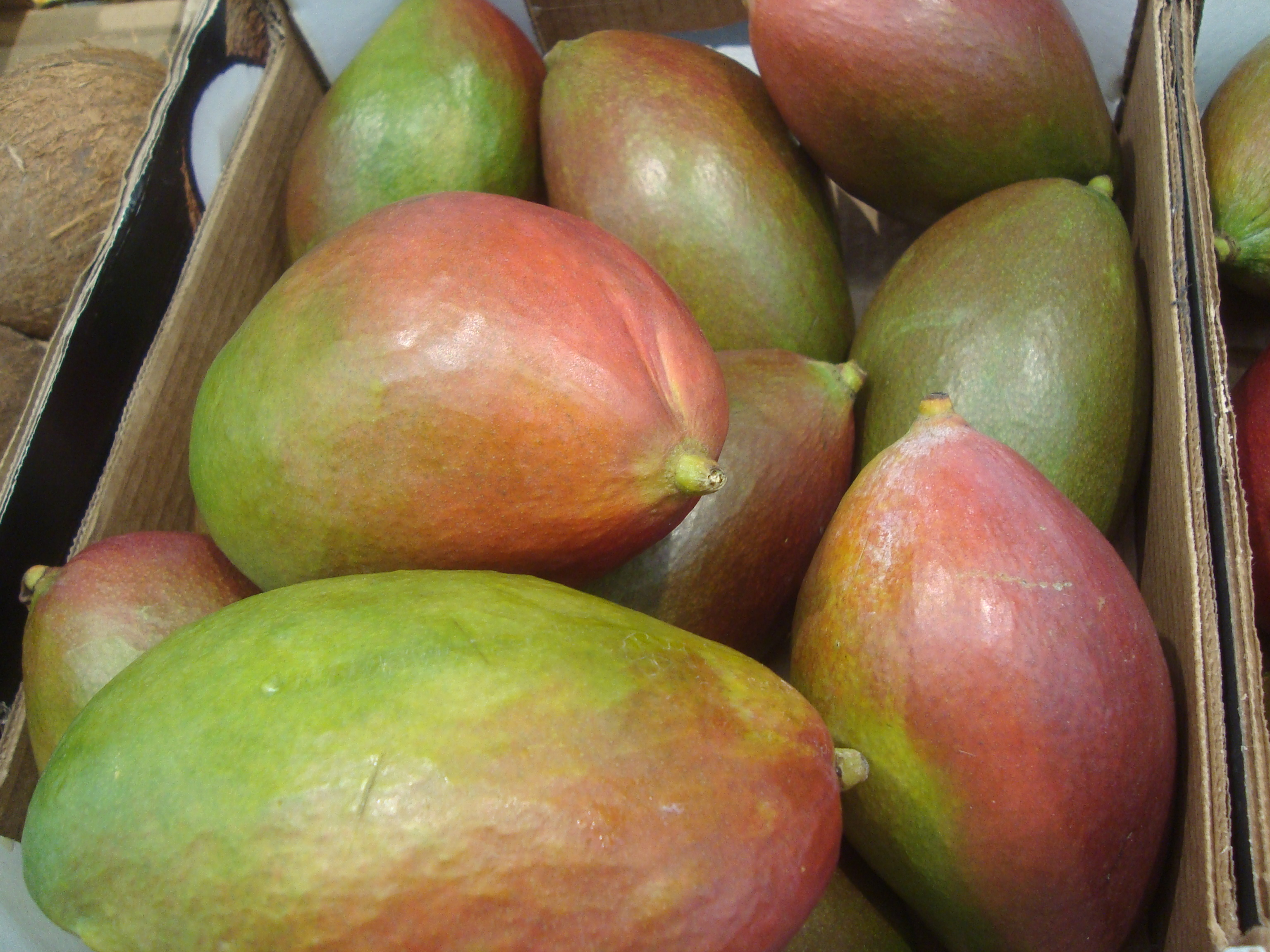
Mangos